# へ
へ（ひらがな）、ヘ（カタカナ）は、日本語の音節の一つであり、仮名の一つである。1モーラを形成する。五十音図において第6行第4段（は行え段）に位置する。清音の他、濁音（べ、ベ）と半濁音（ぺ、ペ）を持つ。

## 概要

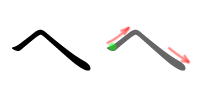
平仮名の「へ」の筆順

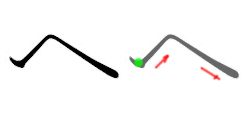
片仮名の「ヘ」の筆順

- 現代標準語の音韻: 1子音と1母音「え」からなる音。子音は、次の通り。
  - 清音 「へ」: 声帯を近づけてその間を通る息の摩擦音。無声。
  - 濁音 「べ」: 両唇を閉じてから開く破裂音。有声子音。
  - 半濁音 「ぺ」: 両唇を閉じてから開く破裂音。無声子音。
  - 助詞「へ」は、「え」と発音する。
  - 歴史的仮名遣いでは、文節のはじめ以外の「へ」は「え」と発音する。
- 五十音順: 第29音目。
- いろは順: 第6位。「ほ」の次。「と」の前。
- 平仮名「へ」の字形: 「部」の旁の草体
- 片仮名「ヘ」の字形: 「部」の旁の草体の変形
- 変体仮名「𛂶」（遍）　他にも「弊」（𛂴、𛂵）「邊」（𛂷、𛂸）「変」「幣」などからなるものがある。また、「部」の偏にあたる「咅」からなるものもある。
- ローマ字
  - へ: he
  - べ: be
  - ぺ: pe
- 点字:
- 通話表: 「平和のヘ」
- モールス信号: ・
- 手旗信号：4

- 発音: へ[ヘルプ/ファイル]

## へ に関わる諸事項
- 50音で唯一、平仮名・片仮名の字形が同形となっている。平仮名・片仮名とも、「部」の旁の「阝」（おおざと）を変形させた物である。曲がり方の角度を若干変えてあるか、曲がった後少し曲げるかで平仮名・片仮名の違いを付けているが、それでも字形の変化はほとんど見られない。
  - また、平仮名では「へ」は唯一、元となった漢字の一部から造られている。他の字体は元となった漢字全体の草書体から造られている。
- 音楽の音名で、「ファ」の音 (F) を表す。→ヘ (音名)
- 音が「屁」に通じるので、以下のように使用されない場合がある。
  - いろは四十八組に「へ組」は存在しなかった。6番目の組は代わりに「百組」と称した。
  - 自動車用ナンバープレートには用いられない。
- 現代の日本語では「へ」で終わる単語はごくわずかであり、広辞苑第5版対応の「逆引き広辞苑」によると、「脚辺」（あとへ）のみである。もっとも、一戸、二戸など、岩手県・青森県に存在するn戸（nは一〜九の漢数字。ただし、四は現行地名に無い）という地名は、すべて「へ」で終わる。
- 女性層を中心に、手紙の宛名書きなどで「へ」に「〃」を書き足す言葉遊びがある[1]。「〃」は本数を変えたり、ハートマークに置き換えたりすることもある[1]。私信で行われるものであり正確な起源は不明だが、1960年頃には既に地方（新潟）の女学校でも流行していたとの証言がある[2]。成立には複合的な要因が考えられるが、その一つに「補空」や「捨て点」などと呼ばれる書道の習慣が挙げられる[2]。同種の言葉遊びとして、「様」に「〃」を書き足すものや、台湾において「收」（日本語の「へ」と同様、宛名書きに使用される漢字）に「〃」を書き足すものがある[3]。
- 日本のお笑いタレント・春日俊彰（オードリー）の持ちギャグの一つに、少しうつむき加減になって、上目遣いで不敵な笑みを浮かべながら客に向かって「ヘッ!」と言うものがある[4]。